# サインペン

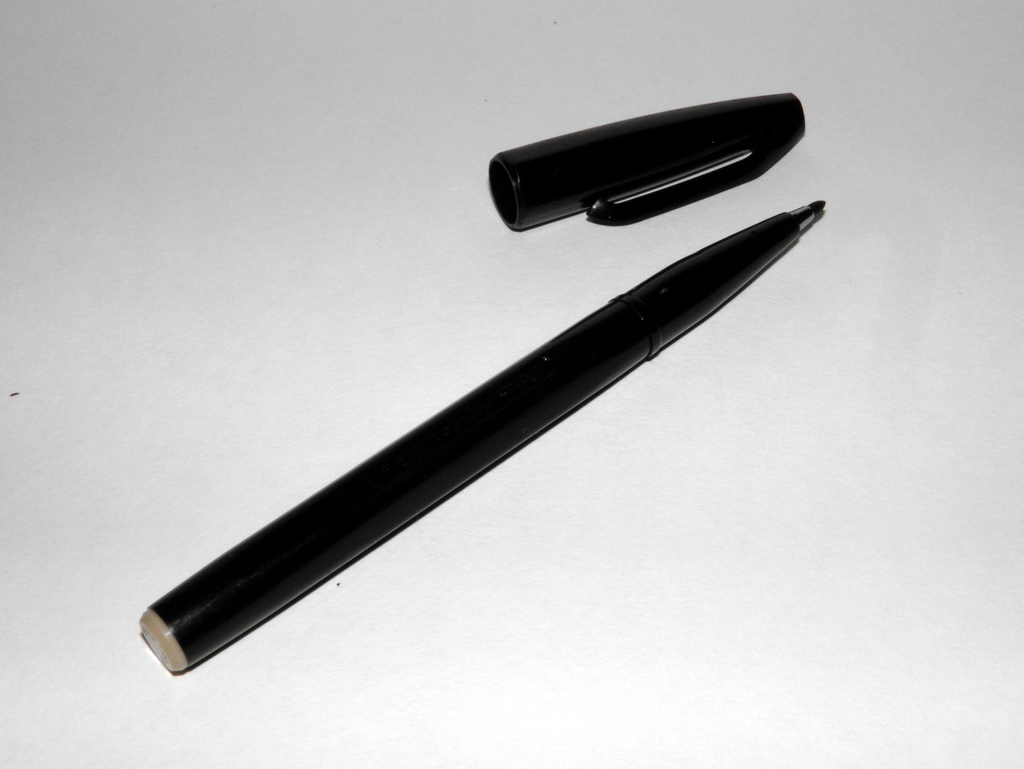
ぺんてるサインペン

サインペン（Sign PEN）は、水性インクを用いたフェルトペンである。ペン先に繊維質（アクリル繊維）を用いて毛細管現象を利用してインクを供給するといった構造などは類似の油性ペンと同様ながら、水性独特の柔らかい書き味などが特長である。もともと、初の製品を開発しヒットさせたぺんてるの商品名で「PENTEL Sign PEN」として商標登録もされているが、細めの水性フェルトペンを指す言葉として一般名詞化しており、広辞苑等にも載っている。

## 来歴
実用的な国産油性マーカーであるマジックインキ（寺西化学工業）は1953年（昭和28年）に発売されたが、ペン先にはフェルトを用いていたため、太い字しか書けなかった。この点を改善しペン先をフェルトにかえてアクリル繊維を用い細字を書けるようにした「ぺんてるペン」を大日本文具（のちのぺんてる）が1960年（昭和35年）に発売した。このペンの評判は上々だったが「ぺんてるペン」には油性インクを使っていたため紙に書くと字が滲み、裏移りしてしまう欠点があった。この点を克服し1963年（昭和38年）発売されたのが水性インクを用いた「ぺんてるサインペン」である。
サインペンは発売当初、国内での売れ行きは悪かった。そこで翌年、起死回生を狙ってシカゴの文具国際見本市に出展、配布されたサンプルの1本が大統領報道官の手に渡り、たまたま借用した当時のアメリカ合衆国大統領リンドン・ジョンソンがその書き味を気に入って24ダース（288本）も注文した。これが報道されると大統領のお気に入りとして人気に火がつき、全米から注文が殺到、1ヶ月で180万本を売り上げた。その影響を受けて、日本でも注目されて広く使われることとなる。
その後、NASAの有人宇宙飛行計画「ジェミニ計画」で、1965年（昭和40年）に行われたジェミニ6号と7号のランデブーでも宇宙飛行士が使う筆記具の一つとして採用された。毛細管現象を利用したサインペンは、無重量状態でもインク漏れやインク涸れ等のトラブル無く書く事ができた。
日本国内では、サインペンの普及に伴い紙への筆記に特化したフェルトペン（またはマーカーペン）を指す商品名となり、一般名詞化して現在では多数の筆記具メーカーから「サインペン」が発売されている。